# 1947-es magyar öttusabajnokság
Az 1947-es magyar öttusabajnokságot október 1. és 4. között rendezték meg. A versenyzőket az öt versenyszámban elért helyezési számuk összege alapján értékelték. A viadalt Karácson László nyerte meg, aki ezzel megvédte bajnoki címét. A csapatversenyt a Csepel nyerte.

## Eredmények

### Férfiak

#### Egyéni
| Hely | Név              | Klub        | Eredmény |
| ---- | ---------------- | ----------- | -------- |
| 1.   | Karácson László  | Csepeli MTK | 19,0     |
| 2.   | Szondy István    |             | 24,5     |
| 3.   | Hegedűs Frigyes  | Csepeli MTK | 31,0     |
| 4.   | Benedek Ferenc   | Csepeli MTK | 31,5     |
| 5.   | Hegedűs István   |             | 31,5     |
| 6.   | Misák Imre       |             | 34,0     |
| 7.   | Bellaágh György  |             | 42,0     |
| 8.   | Csizmadia György |             | 44,0     |
| 9.   | Ecser János      |             | 44,0     |
| 10.  | Rátonyi Sándor   |             | 50,0     |

#### Csapat
| Hely | Név                                              | Klub        | Eredmény |
| ---- | ------------------------------------------------ | ----------- | -------- |
| 1.   | Karácson László, Hegedűs Frigyes, Benedek Ferenc | Csepeli MTK | 75,0     |